# Muenster (Texas)
Muenster ist eine Stadt in Cooke County im US-Bundesstaat Texas. Das U.S. Census Bureau hat bei der Volkszählung 2020 eine Einwohnerzahl von 1536 ermittelt.

## Geschichte
Die Stadt wurde 1889 von den deutschen Siedlern Carl und Emil Flusche an der Missouri-Kansas-Texas Railroad gegründet. Sie bestand zu diesem Zeitpunkt aus 25 Männern, sieben Frauen und sechs Kindern. Andere Katholiken folgten ihnen, nachdem in deutschsprachigen Zeitungen des mittleren Westens Werbeanzeigen geschaltet wurden. Eigentlich sollte der Name der Stadt Westphalia lauten, jedoch trug bereits eine andere Stadt in Texas diesen Namen. Aus diesem Grunde benannten die Siedler die Stadt nach der Stadt Münster in Westfalen.
Bis zum Zweiten Weltkrieg wurde in der Stadt deutsch gesprochen. Seitdem wird die Sprache jedoch nicht mehr an den Schulen unterrichtet und kaum noch gesprochen.
Noch immer sind 90 % der Einwohner katholisch und viele deutsche Gewohnheiten werden noch heute in der Stadt gepflegt. In den Läden der Stadt kann weiterhin traditionelle deutsche Nahrung eingekauft werden. Es gibt jährlich ein Germanfest und einen Weihnachtsmarkt in der Stadt.

## Söhne und Töchter
- Augustine Danglmayr (1898–1992), römisch-katholischer Geistlicher, Weihbischof in Dallas